# U-50 (tàu ngầm Đức) (1939)
U-50 là một tàu ngầm tấn công  Lớp Type VII thuộc phân lớp Type VIIB được Hải quân Đức Quốc Xã chế tạo trước Chiến tranh Thế giới thứ hai. Nhập biên chế năm 1939, nó đã thực hiện được hai chuyến tuần tra và đánh chìm được bốn tàu buôn với tổng tải trọng 16.089 GRT. U-50 bị mất do trúng thủy lôi tại Bắc Hải, ở vị trí về phía Bắc Terschelling, vào ngày 6 tháng 4, 1940.

## Thiết kế và chế tạo

### Thiết kế
Phân lớp VIIB của Tàu ngầm Type VII là một phiên bản VIIA được mở rộng. Chúng có trọng lượng choán nước 753 t (741 tấn Anh) khi nổi và 857 t (843 tấn Anh) khi lặn). Con tàu có chiều dài chung 66,50 m (218 ft 2 in), lớp vỏ trong chịu áp lực dài 48,80 m (160 ft 1 in), mạn tàu rộng 6,20 m (20 ft 4 in), chiều cao 9,50 m (31 ft 2 in) và mớn nước 4,74 m (15 ft 7 in).
Chúng trang bị hai động cơ diesel Germaniawerft F46 6-xy lanh 4 thì, tổng công suất 2.800–3.200 PS (2.100–2.400 kW; 2.800–3.200 bhp), dẫn động hai trục chân vịt đường kính 1,23 m (4,0 ft), cho phép đạt tốc độ tối đa 17,9 kn (33,2 km/h), và tầm hoạt động tối đa 8.700 nmi (16.100 km) khi đi tốc độ đường trường 10 kn (19 km/h). Khi đi ngầm dưới nước, chúng sử dụng hai động cơ/máy phát điện Brown, Boveri & Cie GG UB 720/8 tổng công suất 750 PS (550 kW; 740 shp). Tốc độ tối đa khi lặn là 8 kn (15 km/h), và tầm hoạt động 90 nmi (170 km) ở tốc độ 4 kn (7,4 km/h). Con tàu có khả năng lặn sâu đến 230 m (750 ft).
Vũ khí trang bị có năm ống phóng ngư lôi 53,3 cm (21 in), bao gồm bốn ống trước mũi và một ống phía đuôi, và mang theo tổng cộng 14 quả ngư lôi, hoặc tối đa 22 quả thủy lôi TMA, hoặc 33 quả TMB. Tàu ngầm Type VIIB bố trí một hải pháo 8,8 cm SK C/35 cùng một pháo phòng không 2 cm (0,79 in) trên boong tàu. Thủy thủ đoàn bao gồm 4 sĩ quan và 40-56 thủy thủ.

### Chế tạo
U-50 được đặt hàng vào ngày 21 tháng 11, 1936, và được đặt lườn tại xưởng tàu của hãng Friedrich Krupp Germaniawerft tại Kiel vào ngày 3 tháng 11, 1938. Nó được hạ thủy vào ngày 1 tháng 11, 1939, và nhập biên chế cùng Hải quân Đức Quốc Xã vào ngày 12 tháng 12, 1939 dưới quyền chỉ huy của Hạm trưởng, Đại úy Hải quân Max-Hermann Bauer.

## Lịch sử hoạt động
Vào lúc nhập biên chế, U-50 được phối thuộc cùng Chi hạm đội Tàu ngầm 7, và nó phục vụ cùng đơn vị này trong suốt quãng đời hoạt động.

### Chuyến tuần tra thứ nhất
U-50 khởi hành từ Heligoland vào ngày 6 tháng 2, 1940 cho chuyến tuần tra đầu tiên trong chiến tranh. Nó tiến vào Bắc Hải, rồi băng qua khe GIUK giữa Scotland và quần đảo Faroe để vòng qua quần đảo Anh và đi đến khu vực vịnh Biscay.
Trên đường đi tại Bắc Hải lúc 22 giờ 40 phút ngày 11 tháng 2, U-50 bắt gặp tàu buôn Thụy Điển trung lập Orania 1.854 GRT đang vận chuyển ngô, cám và bã đậu nành từ Argentina. Cho dù Orania đã mở hết đèn khi di chuyển ban đêm, U-50 đã không nhận ra mục tiêu là một tàu trung lập, nên lúc 23 giờ 54 phút đã phóng một quả ngư lôi tấn công và đánh chìm Orania ở vị trí 65 mi (105 km) về phía Đông Bắc quần đảo Shetland. Toàn bộ 24 người trên tàu đã lên được hai xuồng cứu sinh, nhưng một chiếc với 14 người đã không bao giờ được tìm thấy. Mười người sống sót được các tàu khu trục Anh HMS Faulknor và HMS Foxhound cứu vớt vào ngày hôm sau. 
Đến sáng sớm ngày 15 tháng 2, ở vị trí về phía Tây Scotland, U-50 phát hiện tàu buôn Đan Mạch trung lập Maryland 4.895 GRT đang di chuyển không được hộ tống. Quả ngư lôi thứ nhất do U-50 phóng lúc 01 giờ 54 phút bị kích nổ sớm, nhưng quả thứ hai phóng lúc 02 giờ 07 phút đã trúng đích, khiến Maryland đắm chỉ trong vòng bảy phút; toàn bộ 34 người trên tàu đều thiệt mạng.
Tiếp tục chuyến tuần tra hướng xuống phía Nam đến vịnh Biscay, vào ngày 21 tháng 2, U-50 bắt gặp tàu buôn Hà Lan Tara (4.760 GRT ở vị trí về phía Tây mũi Finisterre, Tây Ban Nha. Cho dù có vị thế trung lập, chiếc tàu buôn không mang ký hiệu nhận dạng trung lập, nên U-50 đã phóng quả ngư lôi đầu tiên tấn công lúc 01 giờ 38 phút nhưng bị trượt. Quả thứ hai phóng lúc 02 giờ 54 phút đã đánh trúng Tara, và toàn bộ thủy thủ đoàn đã di tản trên hai xuồng cứu sinh, trước khi quả ngư lôi thứ ba kết liễu chiếc tàu buôn lúc 03 giờ 12 phút. Toàn bộ thủy thủ đoàn đã được cứu vớt.
Sang ngày hôm sau 22 tháng 2, lúc 00 giờ 20 phút, U-50 phát hiện Đoàn tàu OGF 19, và đã phóng ngư lôi tấn công tàu chở dầu Anh British Endeavour 4.580 GRT ở vị trí khoảng 100 mi (160 km) về phía Tây Vigo, Tây Ban Nha. Chiếc tàu chở dầu đắm tại tọa độ 42°11′B 11°35′T / 42,183°B 11,583°T, và năm thành viên thủy thủ đoàn đã thiệt mạng cùng con tàu, nhưng 33 người khác đã sống sót và được cứu vớt.
U-50 kết thúc chuyến tuần tra và về đến Kiel vào ngày 4 tháng 3.

### Chuyến tuần tra thứ hai - Bị mất
U-50 khởi hành từ Kiel vào ngày 5 tháng 4 cho chuyến tuần tra thứ hai, cũng là chuyến cuối cùng, và bị mất tích kể từ đó. U-50 có thể đã va phải thủy lôi vào ngày 6 tháng 4 và đắm tại Bắc Hải, ở vị trí về phía Bắc Terschelling, ở khoảng tọa độ 54°14′B 05°07′Đ / 54,233°B 5,117°Đ. Toàn bộ 44 thành viên thủy thủ đoàn đều đã tử trận.
Bãi mìn số 7 được các tàu khu trục Anh HMS Express, HMS Esk, HMS Icarus và HMS Impulsive rải vào ngày 3 tháng 3, có thể là nguyên nhân khiến U-50 bị mất, cũng như một số tàu U-boat khác đang trên đường quay trở về căn cứ. 

### Tóm tắt chiến công
U-50 đã đánh chìm được bốn tàu buôn với tổng tải trọng 16.089 GRT:
| Ngày             | Tên tàu           | Quốc tịch      | Tải trọng | Số phận      |
| ---------------- | ----------------- | -------------- | --------- | ------------ |
| 11 tháng 2, 1940 | Orania            | Sweden         | 1.854     | Bị đánh chìm |
| 15 tháng 2, 1940 | Maryland          | Denmark        | 4.895     | Bị đánh chìm |
| 21 tháng 2, 1940 | Tara              | Netherlands    | 4.760     | Bị đánh chìm |
| 22 tháng 2, 1940 | British Endeavour | United Kingdom | 4.580     | Bị đánh chìm |